# Sinner
Sinner — це дебютний студійний альбом метал-гурту Drowning Pool. Альбом вважається найуспішнішим зі всієї творчості гурту, досягши платинового статусу вже через шість тижнів після виходу. Така популярність альбому пов'язана із надзвичайною популярністю однієї з його пісень, а саме — «Bodies», яка й досі залишається найвідомішою піснею гурту. Альбом є також єдиним, в записі якого взяв участь перший фронтмен-вокаліст і один із засновників гурту — Дейв Вільямс. 14 серпня 2002 року, під час туру, який проводився на підтримку альбому, Вільямс помер внаслідок хвороби серця — кардіоміопатії. Альбом дебютував на 14-й сходинці чарту Billboard 200. Він початково випускався із наклейкою «Parental Advisory» (яка означає, що в аудіозаписах міститься ненормативна лексика), але пізніше був переписаний у «чисту» версію, тож наклейку можна було прибрати.

## Список треків
Автор музики і слів Drowning Pool. 
| #     | Назва         | Тривалість |
| ----- | ------------- | ---------- |
| 1.    | «Sinner»      | 2:27       |
| 2.    | «Bodies»      | 3:21       |
| 3.    | «Tear Away»   | 4:14       |
| 4.    | «All Over Me» | 3:13       |
| 5.    | «Reminded»    | 3:24       |
| 6.    | «Pity»        | 2:52       |
| 7.    | «Mute»        | 3:19       |
| 8.    | «I Am»        | 3:49       |
| 9.    | «Follow»      | 3:20       |
| 10.   | «Told You So» | 3:05       |
| 11.   | «Sermon»      | 4:19       |
| 37:30 |               |            |

## Сприйняття

### Чартові позиції

#### Чарти альбомів
| Рік  | Чарт                     | Позиція |
| ---- | ------------------------ | ------- |
| 2001 | US Billboard 200         | 14      |
| 2001 | UK Album Charts          | 70      |
| 2001 | New Zealand Album Charts | 18      |

#### Чарти синглів
| Рік  | Сингл       | Чарт                          | Позиція |
| ---- | ----------- | ----------------------------- | ------- |
| 2001 | «Bodies»    | US Billboard Hot 100          | 119     |
| 2001 | «Bodies»    | US Hot Mainstream Rock Tracks | 6       |
| 2001 | «Bodies»    | US Hot Modern Rock Tracks     | 12      |
| 2002 | «Sinner»    | US Hot Mainstream Rock Tracks | 28      |
| 2002 | «Sinner»    | US Hot Modern Rock Tracks     | 36      |
| 2002 | «Tear Away» | US Hot Mainstream Rock Tracks | 18      |
| 2002 | «Tear Away» | US Hot Modern Rock Tracks     | 37      |

## Учасники
Drowning Pool
- Стіві Бентон — баси
- Дейв Вільямс — вокал
- Майк Льюс — ударні
- Сі-Джей Пірс — гітара

Виробництво
- Продюсування та мікшування — Джей Баумґарднер
- Звукорежисура — Джеймс Мюррей
- Асистент звукорежисера — Дж. Д. Ендрю
- Записано на Ocean Studios, Бербанк, Каліфорнія
- Змікшовано на NRG, Північний Голлівуд, Каліфорнія
- Мастеринг — Том Бейкер на Precision Mastering, Голлівуд, Каліфорнія
- A&R — Діана Мельцер та Віктор Мерґатройд
- Гітарний технік — Stig
- Технік по ударній установці — Ross @ Drum Doctors
- Менеджмент — Пол Бассмен для Bassmanagement
- Правник — Ніколас К. Феррара, для Serling, Rooks & Ferrara, LLP
- Бізнес-менеджмент — Майкл Гаґерті для Curo Financial Management, LLC
- Агенти по замовленнях — Ендрю Ґудфренд та Дейв Кірбі для The Agency Group, Ltd
- Мистецький дизайн — Ед Шерман
- Фотографія — Ґлен Ді-Крокко
- Знімки гурту — Чепмен Бейлер

## На телебаченні
- «Bodies» була використана як супровідна пісня для промоушену Extreme Championship Wrestling у 2001 році, а також у 2006, як його реінкарнація, а також для WWF SummerSlam (2001).
- «Tear Away» була однією з офіційних пісень турніру WWF WrestleMania X8
- «Sinner» була супровідною піснею для турніру WWF Vengeance у 2001 р.
- «Reminded», «Mute», а також «Told You So» — всі три пісні з'явилися у дубляжі від компанії Funimation до аніме-серії Dragon Ball Z: Помста Кулера